# Михайло III (князь Дуклі)
Михайло III (*д/н — 1186) — останній володар, князь Дуклі в 1163—1186 роках.

## Життєпис
Походив з династії Воїславовичів. Старший син Радослава I, князя Дуклі, та представниці Вукановичів (династії великих жупанів Рашки). Про дату народження замало відомостей.
У 1163 році після смерті батька став новим князем Дуклі. Зберіг залежність від Візантійської імперії. Про панування Михайла III нічого невідомо. Оскільки він залишався вірним васалом візантійців, то вступив у конфлікт зі Стефанем I Неманєм, великим жупаном Рашки. З 1170 року тривалі постійні конфлікти з останнім.
Михайло III тривалий час зберігав владу над Дуклею за підтримки візантійського війська. Зрештою у 1186 році війська Рашки здобули перемогу над дуклянським військом. У цій боротьбі князь Дуклі загинув, а його дружина Десіслава втекла до Дубровницької республіки. З ним припинилося існування династії Воїславовичів.